# Freiheitliche Sammlung Österreichs
Die Freiheitliche Sammlung Österreichs (FSÖ) war eine politische Partei in Österreich. Sie wurde 1953 gegründet und benannte sich 1956 in „Demokratisch-nationale Arbeiterpartei“ (DNAP) um. 1959 löste sich die DNAP auf.
Die Freiheitliche Sammlung Österreichs war 1953 vom aus dem Verband der Unabhängigen (VdU) ausgeschlossenen Nationalratsabgeordneten Fritz Stüber und dem ehemaligen VdU-Funktionär Fritz Ursin gegründet worden. Ursin übernahm in der Folge die Funktion des FSÖ-Bundesobmanns, Stüber die Rolle seines Stellvertreters. Federführend in der FSÖ dürfte dennoch Fritz Stüber gewesen sein. Zudem engagierten sich in der FSÖ auch der ehemalige Landesgeschäftsführer des VdU-Kärntens Heinrich Burgstaller, der ehemalige VdU-Gemeinderat Josef Doppler aus Wien, der spätere FSÖ-Bundespropagandareferent Karl R. Peter und der rechtsextreme Publizist Konrad Windisch. 
Ideologisch war die FSÖ extrem national eingestellt und legte ein Bekenntnis zur deutschen Volkszugehörigkeit ab. Sie bekämpfte zudem das 1955 beschlossene Nationalbankgesetz und trat für die „Wiederherstellung der eigentliche Funktion des Geldes als bloßes Tauschmittel im Kreislauf der Wirtschaft“ ein. Während der Großteil des VdU-Wien zum FSÖ überlief und dies zum Niedergang des VdU-Landesverbandes führte, konnte sich die FSÖ in den übrigen Bundesländern kaum etablieren. Neben der Kandidatur bei der Landtags- und Gemeinderatswahl in Wien 1954, bei der die FSÖ 1,24 % erreichte, brachte die Partei lediglich eine Kandidatur bei der Landtagswahl in Salzburg 1954 zu Stande, bei der sie jedoch auch mit 0,4 % klar scheiterte. Zu Beginn des Jahres 1956 nannte sich die FSÖ in „Demokratisch-nationale Arbeiterpartei“ (DNAP) um, wobei der Gründungsparteitag der DNAP am 7. April 1956 erfolgte. Die DNAP diskutierte in der Folge eine Zusammenarbeit mit der neugegründeten FPÖ. Diese erfolgte jedoch nicht, da die kommenden Entwicklungen abgewartet werden sollten. Die angekündigte Teilnahme bei der Nationalratswahl 1956 erfolgte hingegen nicht.
Im Zuge der Gründung der FPÖ verließen zahlreiche Funktionäre die DNAP. Auch Fritz Ursin räumte seinen Posten als Bundesobmann. In der Folge übernahm Stüber die Funktion des DNAP-Obmanns, sein Stellvertreter wurde der ehemalige NSDAP-Funktionär Franz Hanke. Die DNAP kandidierte 1957 bei der Gemeinderatswahl in Salzburg, scheiterte jedoch am Einzug in den Gemeinderat. 1959 löste sich die DNAP auf.